# Júlia Hajdú
Dans le nom hongrois Hajdú Júlia, le nom de famille précède le prénom, mais cet article utilise l’ordre habituel en français Júlia Hajdú, où le prénom précède le nom.
Júlia Hajdú, née le 8 septembre 1915 à Budapest et morte le 23 octobre 1987 dans cette même ville, est une compositrice et pianiste hongroise d'une famille d'origine juive à Budapest.

## Œuvres
Hajdú a composé quatorze opérettes et comédies musicales dont  Csak a szépre emlékezem (I Only Remember the Good Times).

## Enregistrements
- Evergreen Melodies (22 avril 2003) Hungaroton, ASIN: B00008ZL87